# Кимовское водохранилище
Кимовское водохранилище — водохранилище в Кимовском районе Тульской области на реке Донец. Относится к Донскому бассейновому округу. Водохранилище принадлежит водохозяйственному участку Дона от истока до Задонска без рек Красивая Меча и Быстрая Сосна.
На водохранилище находится Кимовский рыбхоз. В октябре 2018 года на водохранилище случился массовый мор рыбы.